# Mississippi Masala
Mississippi Masala är en amerikansk-brittisk långfilm från 1991 i regi av Mira Nair, med Denzel Washington, Sarita Choudhury, Roshan Seth och Sharmila Tagore i rollerna.

## Handling
En indisk familj i Uganda blir 1972 utkastad ur landet av Idi Amins regim. Fadern Jay (Roshan Seth) flyttar med frun Kinny (Sharmila Tagore) och dottern Mina (Sarita Choudhury) till Greenwood, Mississippi där familjen har släkt. 18 år senare har familjen slagit ner sin rötter. Den nu 24-åriga dottern Mina förälskar sig i den svarta mattstädaren Demetrius (Denzel Washington). Bådas familjer blir upprörda när förhållandet upptäcks.

## Rollista
| Denzel Washington | – Demetrius Williams |
| Sarita Choudhury  | – Meena              |
| Roshan Seth       | – Jay (Meenas pappa) |
| Sharmila Tagore   | – Kinnu              |
| Charles S. Dutton | – Tyrone Williams    |
| Joe Seneca        | – Williben Williams  |
| Ranjit Chowdhry   | – Anil               |
| Mohan Gokhale     | – Pontiac            |
| Mohan Agashe      | – Kanti Napkin       |
| Tico Wells        | – Dexter Williams    |
| Yvette Hawkins    | – Moster Rose        |